# Roche Perfia
La roche Perfia est un sommet de France situé dans la chaîne des Aravis, à 2 499 mètres d'altitude, dans le département de la Haute-Savoie.
Dans le prolongement de la crête qui descend vers le nord-ouest, entre la combe de Paccaly et la combe du Grand Crêt s'élève la Paré de Joux (2 383 m) ; entre les deux, le Trou de la Mouche, une arche naturelle, est empruntée par le sentier reliant les deux combes.